# يوئيل حسون

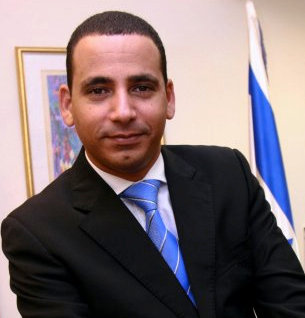
يوئيل حسون.

يوئيل حسون (بالعبرية: יואל חסון، من مواليد 4 أبريل 1972) هو سياسي إسرائيلي وعضو الكنيست عن حزب كاديما وهاتنوها.